# کاندردین، وسترن استرالیا
کاندردین (به انگلیسی: Cunderdin) یک منطقهٔ مسکونی در استرالیا است که در استرالیای غربی واقع شده‌است.